# Reginaldo Giuliani (1939)
«Реджинальдо Джуліані» (італ. Reginaldo Giuliani) — військовий корабель, підводний човен типу «Люцці» Королівських ВМС Італії та нацистської Німеччини за роки Другої світової війни.
«Реджинальдо Джуліані» був закладений 10 березня 1939 року на верфі компанії Franco Tosi у Таранто. 3 грудня 1939 року він був спущений на воду, а 3 лютого 1940 року увійшов до складу Королівських ВМС Італії.

## Історія служби
Після двох невдалих бойових походів в акваторії Середземномор'я, 29 серпня 1940 року «Реджинальдо Джуліані» відплив до Атлантичного океану. 10 вересня корабель пройшов Гібралтарську протоку, щоб 30 вересня прибути до Бордо. Він увійшов до складу підводних човнів італійського Королівського флоту, що призначалися до патрулювання Атлантичного океану.
У листопаді 1940 року «Джуліані» здійснив безрезультатний похід з бази в BETASOM. 16 березня 1941 року «Джуліані» відплив до Балтійського моря, де був навчальним підводним човном у Готенгафені для підготовки італійських офіцерів техніці нападу та методології, що використовувалася німцями. З квітня 1941 до квітня 1942 роки тривалі курси від двох до п'яти тижнів, включаючи бойові походи по Балтійському морю тривалістю від десяти до двадцяти днів; підготовку пройшли сім італійських екіпажів. 23 травня 1942 року «Джуліані» повернувся до Бордо. З 24 червня по 3 вересня 1942 «Джуліані» потопив три судна під час патрулювання біля островів Кабо-Верде. Він залишався в іспанському порту Сантандер, Кантабрія, до 8 листопада 1942 року, поки не були відремонтовані пошкодження, заподіяні 1 і 2 вересня летючими човнами «Сандерленд».
Після повернення до Франції та перетворення на транспортний підводний човен, «Джуліані» відплив 16 травня 1943 року зі 130 тонами ртуті і досяг Сінгапуру 1 серпня 1943 року. Після капітуляції Італії 8 вересня 1943 року «Джуліані» був захоплений німцями в Сінгапурі і перейменований на UIT-23. 11 лютого 1944 року UIT-23 відплив до Франції з 135 тоннами гуми та 70 тоннами олова, а 14 лютого був потоплений британським ПЧ «Теллі-Го» в Малаккській протоці. 26 членів екіпажу загинули, 14 врятовані.

## Командири
- Фрегаттен-капітан Генріх Шефер (6 грудня 1943 — 7 січня 1944)
- Оберлейтенант-цур-зее Вернер Штріглер (14-15 лютого 1944)